# Ben Hoekendijk
Ben Hoekendijk (Baarn, 30 juni 1938 – Harderwijk, 1 mei 2020) was een Nederlands spreker, evangelist en voorganger, afkomstig uit de pinksterbeweging. Hij was oprichter en directeur van stichting Opwekking en daardoor een van de gezichten van de Nederlandse pinksterbeweging. Later was hij een actief zeezeiler en watersportjournalist.

## Levensloop
Hoekendijk werd geboren als vierde kind van de illustrator en kunstenaar Karel Hoekendijk en Elisabeth Hoekendijk-la Rivière. Hij ontving een christelijke opvoeding, maar beleefde het geloof zelf vanaf een zekere afstand. Na de geloofsverdieping van zijn ouders in 1953 volgden al snel zijn broer en beide zussen en als laatste ook Hoekendijk zelf. Met zijn jeugdgroep, de Gideons genaamd, trok hij vanaf 1956 door de straten van Utrecht om het evangelie te verkondigen. De vader van Hoekendijk was de leider van de opwekkingsbeweging Stromen van Kracht. Daardoor groeide hij bijna vanzelfsprekend mee in het werk van zijn vader. Naast zijn bediening als jeugdleider en evangelist was hij de tolk voor vele buitenlandse gastsprekers.
In 1957 vervulde Hoekendijk vervangende militaire dienstplicht bij de Postcheque- en Girodienst. Daarna leidde hij een kleine Stromen van Kracht-gemeente. Als plaatselijk voorganger raakte hij betrokken bij de Osborncampagne in 1958. In augustus 1959 hield Hoekendijk zelf zijn eerste tentcampagne op het Janskerkhof in Utrecht. In datzelfde jaar trouwde hij met Wiesje Hijink en vestigde zich in het Gelderse Putten. Ze kregen drie kinderen. Ben Hoekendijk overleed in 2020 op 81-jarige leeftijd.

### Stichting Opwekking
Vanaf 1960 begon Hoekendijk met de uitgave van het blad Opwekking. Hoekendijks stichting, die oorspronkelijk "Ben Hoekendijk Evangelisatie-Genezings Campagnes" heette, kreeg vanaf 1974 eveneens de naam Opwekking. Door zijn groeiende bekendheid als tentevangelist werd Hoekendijk regelmatig gevraagd voor spreekbeurten in heel Nederland.
In 1971 was Hoekendijk de initiator achter de actie Gij zult de meerderheid in het kwade niet volgen. De landelijke media besteedden hier veel aandacht aan. In 1972 begon Stichting Opwekking met zogeheten Pinksterconferenties (gewoonlijk aangeduid als Opwekking). Aanvankelijk trokken deze zo'n 500 mensen, maar inmiddels is Opwekking uitgegroeid tot een evenement met 50.000 bezoekers. Tot 1990 was Hoekendijk een van de vaste sprekers.
Van 1972 tot 1979 organiseerde Hoekendijk de zogeheten One-Way-Days, evenementen in de Utrechtse Jaarbeurs die op hun hoogtepunt door meer dan 10.000 jongeren werden bezocht. In 1974 sprak hij op de charismatische Wereldconferentie te Jeruzalem en in 1976 tijdens Billy Grahams Eurofest te Brussel. Door de jaren heen schreef Hoekendijk ook een aantal boeken. De meest bekende zijn Op zoek naar balans en Twaalf joden vinden de Messias.

### Afscheid van Opwekking
In 1992 legde Hoekendijk zijn werk bij Stichting Opwekking neer. De officiële reden die hij opgaf was dat hij vond dat het werk "te groot was geworden". In een afscheidswoord in het blad Opwekking schreef hij dat hij en zijn vrouw weer "uit geloof wilden gaan leven". Achter de schermen was echter veel meer aan de hand. Hoekendijk was tijdens zijn reizen in zijn eigen woorden "enkele malen in immoraliteit gevallen" en had prostituees bezocht. Dit had hij opgebiecht op een bijeenkomst met evangelische leiders. De bekentenis zorgde voor frictie tussen Hoekendijk en andere leden van de organisatie, waarop hij besloot het werk neer te leggen. Hoekendijks zus Liebje schreef later dat zijn zwager Peter Vlug sr. de persoonlijke problemen van Hoekendijk gebruikte om hem "kalt te stellen".
Zijn vertrek werd hem niet in dank afgenomen door medestanders bij Stichting Opwekking. Opvolger (en zwager) Peter Vlug sr. zou later zeggen dat het plotselinge vertrek van "bepaalde mensen veel pijn had veroorzaakt". Hij stelde dat Hoekendijk een "gat in zijn wapenrusting had" en bovendien jaloers was op het feit dat boeken van zijn zus (en vrouw van Peter Vlug) Else Vlug beter verkochten dan de zijne. Volgens hem had Hoekendijk verwacht dat Stichting Opwekking zou stoppen met de conferentie. Beide familieleden hadden jarenlang geen contact, tot 2014 toen Vlug en zijn vrouw Hoekendijk bezochten, die met een beroerte in het ziekenhuis lag.
De huwelijksproblemen tussen Hoekendijk en zijn vrouw Wiesje liepen in de jaren negentig uit op een scheiding. Over zijn ervaringen in deze periode en zijn visie op echtscheiding schreef hij in 1998 het boek Met God kun je opnieuw beginnen. Dat jaar wilde hij hertrouwen met een schoonheidsspecialiste. Deze gebeurtenissen leidden tot grote onrust binnen zijn kring.
In 1993 richtte Hoekendijk de Stichting Shalom op om zijn boeken over Israël en de relatie joden-christenen te kunnen uitgeven. Van het boek Twaalf joden vinden de Messias, zijn inmiddels een kwart miljoen boeken gedrukt in vijftien talen. Vijftigduizend exemplaren van de Russische uitgave werden verspreid in de voormalige Sovjet-Unie.

### Zeezeilen
De evangelist groeide uit tot een bekend figuur in de wereld van het zeezeilen, zowel door zijn journalistieke activiteiten als door de bijzondere reizen die hij maakte met zijn jachten. Deze hadden achtereenvolgens de namen Shalom I t/m IV. Hij schreef elf watersportboeken die uitgegeven werden door de nautische uitgeverij Alk & Heijnen en vertaalde er zes. Hij gaf cursussen en lezingen voor watersportverenigingen en bedrijven.
Hoekendijk maakte vanaf 1979 veel lange zeiltochten over de Noordzee, de Middellandse Zee en gedurende 13 maanden solo over de Atlantische Oceaan tot aan Spitsbergen. De publiciteit rond deze tocht, na een hartoperatie, leverde hem een nominatie op voor de titel 'Puttenaar van het jaar'. Tot op hoge leeftijd begeleidde hij aankomende zeezeilers. Hij is onderscheiden door de Nederlandse Vereniging van Kustzeilers en werd erelid van de Lerwick Boating Club op de Shetlandeilanden. Op 29 april 2011 werd Hoekendijk geridderd vanwege zijn jarenlange activiteiten op het terrein van zowel evangelisatie als zeilsport.

## Boeken over zeezeilen
- Was het toeval of een glimlachje van de hemel?
- Zeekoorts
- De wereld volgens Reid
- Vaarwijzer: De overtocht naar Engeland (East Coast Rivers)
- Vaarwijzer: De overtocht naar Zuid-Engeland
- Vaarwijzer: De overtocht naar Normandië en de Kanaaleilanden
- Vrijheid en eenvoud
- De magie van de eilanden (2006)
- Vader & zoon naar Spitsbergen (2009)
- De Golf van Biskaje - voor de tiende keer (2012)
- Nederland vanuit de lucht 2: IJsselmeer en Randmeren (vaargids)
- Nederland vanuit de lucht 3: Waddenzee (vaargids)

Verdere vertaalde hij:
- Het complete zeilhandboek
- Schaduw over de Wadden
- Reeds schippershandboek
- Het weer op zee
- Verfsystemen voor jachten
- Praktisch zeemanschap